# بطولة إفريقيا للسباحة 2016
بطولة أفريقيا للسباحة 2016 هي النسخة الثانية عشر من بطولة إفريقيا للسباحة، ودارت فعالياتها في مدينة بلومفونتين في جنوب أفريقيا من 16 إلى 23 أكتوبر 2016.